# Dispositiu giratori brumidor

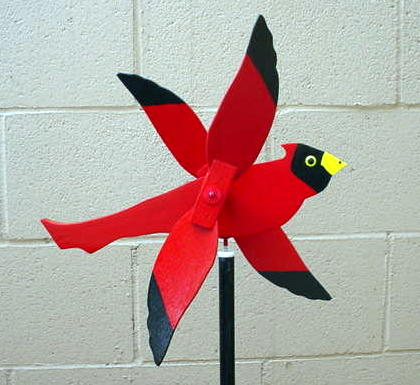
Ocell brunzidor de fusta. Representa un Cardinàlid.

L'expressió dispositiu giratori brumidor és aproximadament equivalent al terme anglès “whirligig”. Es tracta de designar, de manera genèrica, qualsevol joguina, giny, escultura o dispositiu que inclogui (en el seu conjunt de peces) alguna part que pugui girar (i giri en ser accionada), que pugui emetre un brunzit quan gira o que faci ambdues coses: girar i brunzir. En alguns casos el moviment esmentat no és giratori sinó alternatiu.
Dintre dels dispositius anteriors hi ha variants particulars amb un nom i unes característiques definides. Per exemple: el molinet de vent, el brunzidor (de música), el brunzidor giratori (joguina), alguna variant de baldufa i altres.

## Brunzidor
El brunzidor és un instrument musical consistent en una peça allargada (generalment rígida) lligada per un dels extrems a un cordill. Agafant l'extrem lliure del cordill i fent-lo girar, emet un brunzit. Com més de pressa es fa girar, més agut és el so.

## Brunzidor de botó
El brunzidor o brumidor de botó (senzillament anomenat brumidor en algunes contrades) és una joguina consistent en una peça rígida, generalment rodona (i anomenada botó), amb dos forats i un cordill amb els caps anusats.
Cada cap passa per un forat i, un cop passats, els extrems es nuen.

### Funcionament
La llargària del cordill permet, quan s'estira amb les dues mans, que aquestes quedin en una posició adequada (amb els avantbraços aproximadament paral·lels).
- Es tracta de començar fent girar el “botó” unes quantes voltes. El cordill s'entortolliga i s'escurça la distància entre les mans.
- Des de la posició anterior, si hom estira le cordill (separant les mans), es desfan les voltes del cordill, fent girar el botó.
- Un cop el botó gira (en el sentit determinat pels tombs de cordill inicials) i el cordill es desembolica del tot, cal afluixar la tensió. L'energia cinètica del botó fa que continui girant i embolicant el cordill en sentit contrari a l'inicial.
- És relativament fàcil adoptar un ritme d'estirar i afluixar que faci girar el botó alternativament i provocant un brunzit.[5]

### Distribució geogràfica
Els brunzidors de botó eren coneguts en moltes cultures: a Europa, a Amèrica i, possiblement, en altres continents.
- Un cas interessant és el dels esquimals. Feien els botons d'os o d'ivori i el "cordill" de tendons d'animals.[6]
- En la cultura Fourche Maline, cap al 500aC, està documentat l'ús de brunzidors de botó.[7][8]

### Materials
Hi ha materials molt diversos. El botó pot ser de qualsevol material dur: pedra, os, ivori, fusta, cartolina, metall, plàstic, ... El cordill pot ser de qualsevol fibra natural o artificial.
Els brumidors tradicionals de les nostres terres es podien fer de fil d'empalomar i un botó, o una fusteta que calia foradar. Quan els infants jugaven a l'aire lliure podien fer el botó d'un tros de guix descartat de la construcció (anomenat guixot, descriptivament) que era fàcil de foradar amb un bastonet.

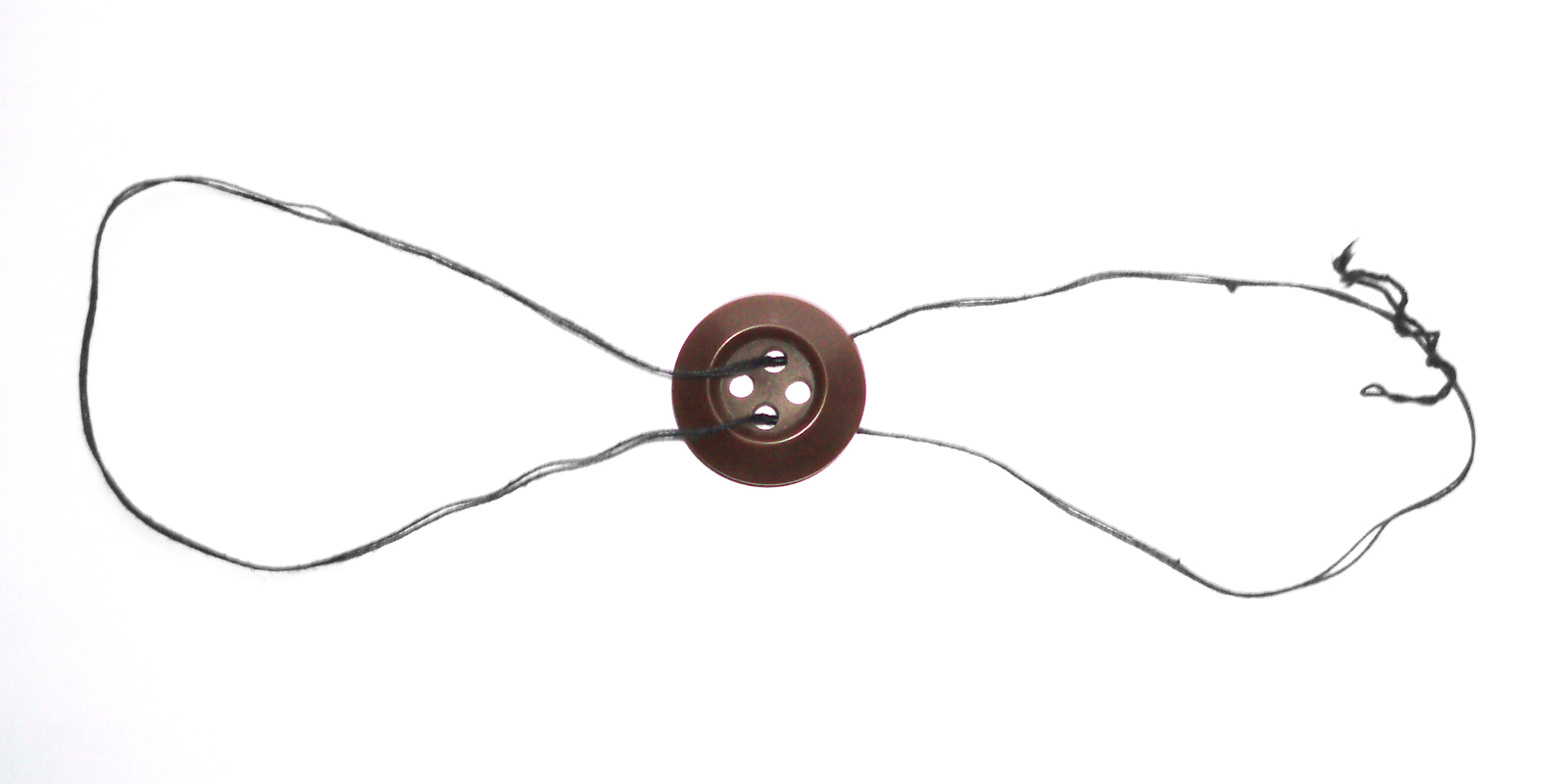
Brunzidor de botó a partir, precisament, d'un botó.
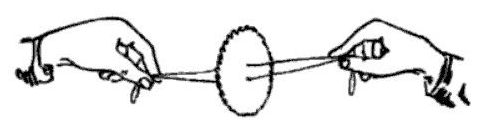
Representació d'un brumidor americà. El botó representa una serra.

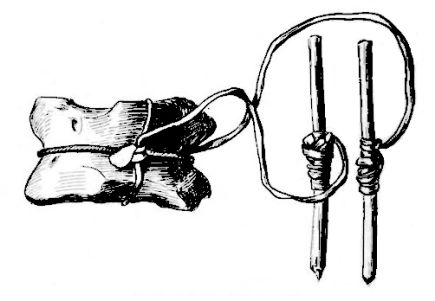
Brunzidor de la tribu ameríndia Cree. 1912
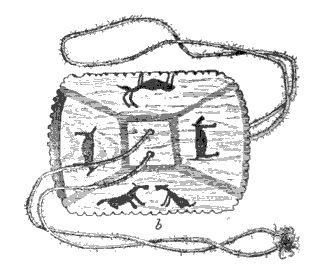
Brunzidor esquimal. 1892.
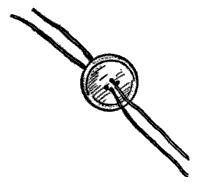
Brunzidor casolà. 1916

## Brunzidors accionats manualment

### Impulsor vibratori

Dispositiu anomenat “gee-haw” en anglès.

Es tracta d'un mecanisme format per dues peces separades. El conjunt receptor dels impulsos és un bastó amb osques regulars per un costat, distribuïdes al llarg de la peça. La peça que dona els impulsos és un bastonet.
- La persona que acciona la joguina sosté el bastonet receptor (que inclou una peça que es vol que giri, una hèlix, per exemple) amb una mà. Amb l'altra mà va fregant el bastonet impulsor contra les osques.
- El resultat és que l'hèlix gira, impulsada indirectament per l'acció del bastonet (Vegeu el video adjunt)
- Una persona experta pot invertir el sentit de gir de la peça rotatòria (l'hèlix en l'exemple indicat) segons la manera de subjectar el conjunt receptor.

### Hèlix voladora

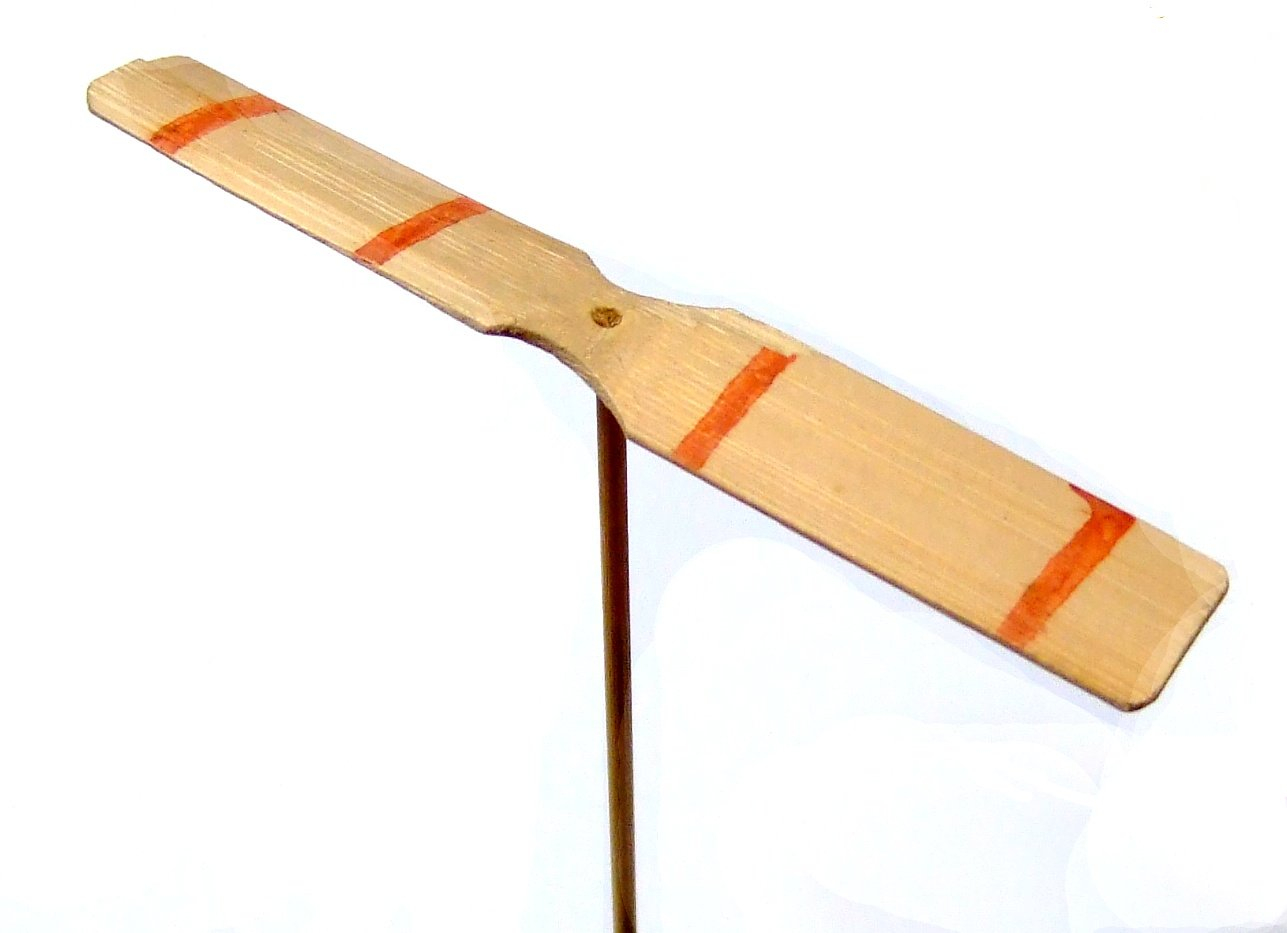
Un « taketombo » un «bamboo-copter» japonès.

En anglès en diuen "bamboo-copter". Pot llançar-se manualment (fent rodar la tija de subjecció entre les dues mans), estirant un cordill embolicat uns quants tombs al voltant de la tija(amb la tija subjectada i reposant sobre la nou ; la nou fa d'agafador i de guia de la tija) o emprant una hèlix sense tija (foradada amb una mena de rosca femella; impulsant-la al llarg d'una rosca mascle amb un petit cilindre concèntric amb la rosca mascle).

#### França
A França estan documentats els "moulinets à noix" (molinets de nou) que, en alguns casos, eren les "hèlices voladores" o "helicòpters" (segons una denominació d'aquestes joguines). Els molinets de nou es llançaven amb un cordill envoltat a la tija.

### Baldufes brunzidores o musicals
Hi ha baldufes que tenen osques, protuberàncies o forats en la perifèria. En girar ràpidament emeten un brunzit o algun so característic. Poden ser accionades a la manera tradicional (a mà alçada), estirant un cordill prèviament embolicat o amb un mecanisme intern o extern.

## Dispositius brunzidors o giratoris accionats pel vent

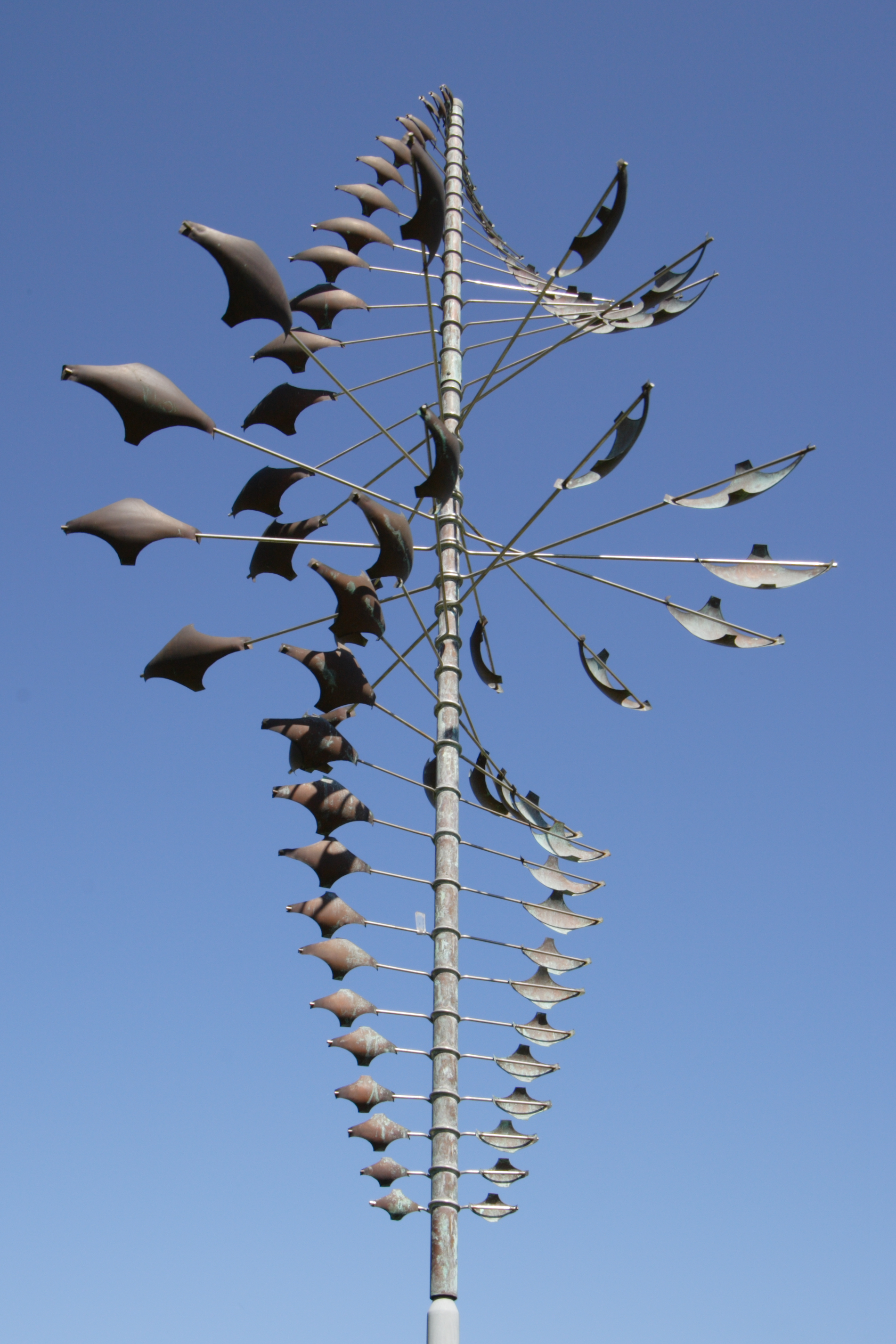
Whirligig, de Lyman Whitaker.

### Molinet de vent
Hi ha tota mena de molinets de vent. Molts són de joguina, altres de decoració i -a voltes- emprats com a espantaocells.

### Escultures
Algunes escultures mòbils estan concebudes i construïdes per a girar amb el vent, emetent sons o de manera silenciosa.

### Banderes, estendards i cavalls del vent tibetans
Una bandera hissada en una hasta flameja amb la brisa. Si el vent és moderat o intens fa un soroll característic. Aquest soroll és generalment involuntari, però hi pot haver casos en els quals la remor d'una o diverses banderes al vent pot ser desitjada.

### Arbres
Cada arbre exposat al vent fa un soroll més o menys característic. Depenent de la seva capçada, de les fulles, de l'època de l'any.

## Sorolls peculiars provocats pel vent

Animació mostrant una estela de von Kármánn provocada per un objecte cilíndric.

El brunzit o els sorolls diversos provocats per l'exposició al vent de diferents objectes, o pel vent relatiu que provoca el seu moviment, no estan relacionats (aparentment) amb el tema de l'article. Cal considerar, però, que els principis físics són els mateixos i que analitzar cada cas pot ajudar a entendre els brunzidors en general.

### Cables tensats
Els cables tensats exposats a vents d'una certa intensitat “xiulen”. Es tracta d'un soroll d'origen aerodinàmic, provocat per l'aparició de vòrtexs alternatius aigües avall del cable. Fenomen explicat per von Kármánn.

#### Espases
Brandar una espasa de fulla flexible, una vareta prima o un objecte similar, provoca un vent relatiu que indueix el mateix fenomen d'aparició de vórtices. Pel fet de la velocitat variable des del punt on s'agafa l'objecte fin a l'extrem, la freqüència del so no és única i definida. El brunzit de la punta és fàcil de provocar i de ser escoltat (especialment per una segona persona).

### Port esportiu
Quan bufa el vent en un port esportiu, hi ha una munió de sons característics: cables que xiulen, drisses que repiquen contra els pals, amarres que gemeguen, ...

#### Drisses
Els velers lleugers acostumen a emprar pals d'alumini  extrudit, que són buits per dins. En molts casos, quan reposen a la platja o al moll, el propietari lliga els dos caps de la drissa (la corda que serveix per a hissar la vela) prop de la base del pal. Hi ha dos sistemes possibles: lligar la drissa sense tensar o lligar la drissa ben tensada. El primer sistema sembla menys polit: la drissa es mou a impuls del vent i l'aspecte sembla descurat. Però, el sistema de la drissa tensada té l'inconvenient d'entrar en ressonància amb certa freqüència quan el vent bufa en la direcció adequada. El resultat és que la drissa va repicant contra el pal, fent un soroll desagradable i provocant que les parts de la corda que freguen en algun lloc ho facin centenars de vegades per hora, desgastant molt més la drissa que amb el primer sistema.